# Équipe cycliste Solution Tech-Vini Fantini
L'équipe cycliste Solution Tech-Vini Fantini est une équipe cycliste italienne, ayant le statut d'équipe continentale à sa création en 2022, puis de ProTeam dès 2023.

## Principales victoires

### Courses d'un jour
- Poreč Trophy : 2022 (Dušan Rajović)
- Cupa Max Ausnit : 2023 (Nicolás Tivani), 2024 (Kyrylo Tsarenko)
- Grand Prix Santa Rita : 2024 (Kyrylo Tsarenko)
- Circuito del Porto-Trofeo Arvedi : 2024 (Jakub Mareczko)

### Championnats nationaux
- Championnats de Serbie sur route : 2
  - Course en ligne : 2022 (Dušan Rajović)
  - Contre-la-montre  : 2022 (Dušan Rajović)

## Bilan sur les grands tours
Le Tour d'Italie 2023 est le premier grand tour auquel participe l'équipe.
- Tour d'Italie
  - 1 participation (2023)

## Classements UCI
L'équipe participe aux épreuves des circuits continentaux et en particulier de l'UCI Europe Tour. Les tableaux ci-dessous présentent les classements de l'équipe sur les différents circuits, ainsi que son meilleur coureur au classement individuel.
UCI America Tour
| UCI America Tour | UCI America Tour       | UCI America Tour                          | UCI America Tour |
| Année            | Classement par équipes | Meilleur coureur au classement individuel |                  |
| ---------------- | ---------------------- | ----------------------------------------- | ---------------- |
| 2023             | -                      | Nicolás Tivani (25e)                      |                  |
|                  |                        |                                           |                  |
| Source : UCI     |                        |                                           |                  |

UCI Europe Tour
| UCI Europe Tour | UCI Europe Tour        | UCI Europe Tour                           | UCI Europe Tour |
| Année           | Classement par équipes | Meilleur coureur au classement individuel |                 |
| --------------- | ---------------------- | ----------------------------------------- | --------------- |
| 2022            | 57e                    | Dušan Rajović (302e)                      |                 |
| 2023            | 13e                    | -                                         |                 |
|                 |                        |                                           |                 |
| Source : UCI    |                        |                                           |                 |

L'équipe est également classée au Classement mondial UCI qui prend en compte toutes les épreuves UCI et concerne toutes les équipes UCI.
| Classement mondial | Classement mondial     | Classement mondial                        | Classement mondial |
| Année              | Classement par équipes | Meilleur coureur au classement individuel |                    |
| ------------------ | ---------------------- | ----------------------------------------- | ------------------ |
| 2022               | 100e                   | Dušan Rajović (375e)                      |                    |
| 2023               | 35e                    | Nicolás Tivani (260e)                     |                    |
| 2024               | 42e                    | Kristian Sbaragli (379e)                  |                    |
|                    |                        |                                           |                    |
| Source : UCI       |                        |                                           |                    |

## Toscana Factory Team Vini Fantini en 2025
Effectif
| Effectif 2025            | Effectif 2025     | Effectif 2025    | Effectif 2025                                  |
| Cycliste                 | Date de naissance | Pays             | Équipe précédente                              |
| ------------------------ | ----------------- | ---------------- | ---------------------------------------------- |
| Yukiya Arashiro          | 22 septembre 1984 | Japon            | Bahrain Victorious (2024)                      |
| Davide Baldaccini        | 22 mai 1998       | Italie           | Petroli Firenze-Hopplà-Don Camillo (2021)      |
| Alexandre Balmer         | 4 mai 2000        | Suisse           | Team Jayco AlUla (2023)                        |
| Valerio Conti            | 30 mars 1993      | Italie           | Astana Qazaqstan Team (2022)                   |
| Filippo Fortin           | 1 février 1989    | Italie           | Maloja Pushbikers (2024)                       |
| Roberto González         | 21 mai 1994       | Panama           | MG.K Vis Colors For Peace (2023)               |
| Alessandro Iacchi        | 26 mai 1999       | Italie           | Team Qhubeka (2022)                            |
| Felix James Meo          | 3 avril 1997      | Nouvelle-Zélande | Maloja Pushbikers (2024)                       |
| Tommaso Nencini          | 10 septembre 2000 | Italie           | Zalf Euromobil Fior (2024)                     |
| Andrea Piras             | 5 février 2002    | Italie           | Namedsport-MI Impianti (2024)                  |
| Lorenzo Quartucci        | 5 avril 1999      | Italie           | Petroli Firenze-Hopplà (2022)                  |
| Dušan Rajović            | 19 novembre 1997  | Serbie           | Bahrain Victorious (2024)                      |
| Joann Rolando            | 20 septembre 2006 | Italie           | Team Franco Ballerini (2024)                   |
| Carlos Samudio           | 5 octobre 1997    | Panama           | MG.K Vis Colors For Peace (2024)               |
| Kristian Sbaragli        | 8 mai 1990        | Italie           | Alpecin-Deceuninck (2023)                      |
| Mark Stewart             | 25 août 1995      | Royaume-Uni      | Bolton Equities Black Spoke Pro Cycling (2023) |
| Arnaud Tissières         | 14 mai 1996       | Suisse           | Elite Fondations Cycling Team (2024)           |
| Kyrylo Tsarenko          | 13 octobre 2000   | Ukraine          | Gallina-Ecotek-Lucchini (2022)                 |
| Luca Verrando            | 12 juillet 2004   | Italie           | Team Bike Sicilia - Multicar Amarù (2024)      |
| Đorđe Đurić              | 21 juin 2000      | Serbie           | Adria Mobil (2024)                             |
|                          |                   |                  |                                                |
| Source : ProCyclingStats |                   |                  |                                                |

Victoires
| Victoires | Victoires              | Victoires           | Victoires | Victoires     | Victoires |
| Date      | Course                 | Pays                | Classe    | Vainqueur     |           |
| --------- | ---------------------- | ------------------- | --------- | ------------- | --------- |
| 25 janv.  | 2e étape, Sharjah Tour | Émirats arabes unis | 2.2       | Dušan Rajović |           |